# La Vallée des fous
Pour plus de détails, voir Fiche technique et Distribution.
La Vallée des fous est un film français réalisé par Xavier Beauvois et sorti en 2024.
Il est présenté en avant-première au Festival du film francophone d'Angoulême, en août 2024.

## Synopsis
Jean-Paul est criblé de dettes. Passionné de voile et pour se sortir de cette situation précaire, il décide de participer à la course virtuelle du Vendée Globe sur Virtual Regatta, en espérant remporter l'une des dotations accordées aux trois premiers de la course. Pour atteindre son objectif, et bien que la course soit virtuelle, il décide de se mettre dans les conditions des skippers du Vendée Globe. Il s'isole donc pendant trois mois sur son bateau installé dans le jardin de son restaurant, au grand dam de son père et de sa fille.

## Fiche technique
Sauf indication contraire, les informations mentionnées dans cette section peuvent être confirmées par les bases de données cinématographiques IMDb, Allociné et Unifrance,  présentes dans la section « Liens externes ».
- Titre original : La Vallée des fous
- Réalisation : Xavier Beauvois
- Scénario : Xavier Beauvois, Gioacchino Campanella et Marie-Julie Maille
- Musique : Peter Doherty et Mike Moore[2]
- Décors : Arnaud De Moleron
- Costumes : Bethsabée Dreyfus
- Photographie : Julien Hirsch
- Son : Éric Bonnard Jean-Pierre Duret et Loïc Prian[2]
- Montage : Marie-Julie Maille et Julie Duclaux[2]
- Production : Sylvie Pialat et Benoît Quainon
- Sociétés de production : Les Films du Worso, en coproduction avec Les Films du Monsieur, France 3 Cinéma et Pathé Films
- Société de distribution : Pathé Distribution (France)
- Pays de production :  France
- Langue originale : français
- Format : couleur
- Genre : drame
- Durée : 120 minutes[3]
- Dates de sortie :
  - France : 28 août 2024 (Festival du film francophone d'Angoulême)[1] ; 13 novembre 2024 (sortie nationale)
  - Belgique[4], Suisse romande[5] : 13 novembre 2024

## Distribution
- Jean-Paul Rouve : Jean-Paul Choveau
- Pierre Richard : Pierre Choveau, père de Jean-Paul
- Madeleine Beauvois : Camille Choveau, fille de Jean-Paul
- Joseph Olivennes : Ferdinand Choveau, fils de Jean-Paul
- Hugues Delamarlière : Antoine, colocataire de Ferdinand
- Xavier Maly : Marco
- Abbes Zahmani : Omar
- Sophie Cattani : Delphine
- Aboubacar Bidanessy : Abou
- Xavier Beauvois : le nouveau chef
- Isis Hardouin : Julia
- Stéphanie Brabant : la journaliste de Thalassa
- Iris Bry : Carole, employée du restaurant
- Jean Le Cam : lui-même
- Michel Desjoyeaux : lui-même
- Charlie Dalin : lui-même
- Edwige Richard : elle-même, présentatrice de l'émission sur le Vendée Globe

## Production

### Développement
Mi-mai 2023, selon Le Film français, Sylvie Pialat, de la société de production Les films du Worso, révèle le prochain tournage du film de Xavier Beauvois intitulé La Vallée des fous en octobre-novembre, avec Jean-Paul Rouve, Victor Belmondo, Pierre Richard et Madeleine Beauvois, la fille du réalisateur. Fin juin, le réalisateur recherche des jeunes figurants, ayant 6 à 11 ans en Normandie, pour son film, dont le tournage devrait avoir lieu en novembre suivant, de même que la société est à la recherche d'un garçon et d'une fille caucasienne,. Le réalisateur est l'auteur du scénario, avec Gioacchino Campanella et Marie-Julie Maille sur le thème d'un passionné de voile. Sylvie Pialat et Benoît Quainon en sont les producteurs de la société Les Films du Worso, celle-ci accompagnée des coproductions Pathé Films, France 3 Cinéma et Les Films du Monsieur appartenant à Jean-Paul Rouve.
Les Films de Worso est soutenue par la région Normandie, en partenariat avec le CNC et en association avec Normandie Images.

### Attribution des rôles
Malgré l'annonce de sa participation en mai 2023, Victor Belmondo ne semble plus mentionné dans les médias, bien que, mi-septembre 2023, Jean-Paul Rouve ait annoncé en plein tournage à Concarneau (Finistère),, puis, fin octobre, Pierre Richard et Madeleine Beauvois partagent toujours l'affiche du film. Mi-novembre, Joseph Olivennes est dévoilé.

### Tournage
Le tournage commence le 22 septembre 2023, à Concarneau (Finistère). Il a également lieu à La Forêt-Fouesnant, dans la baie de La Forêt et la Ville close de Concarneau, ainsi qu'à Vattetot-sur-Mer, en octobre, dont l'auberge du Puits fleuri, fin août, pour deux mois, et Fécamp (Seine-Maritime). Il s'y achève le 24 novembre de la même année.

### Musique
La musique du film est composée par Pete Doherty, vivant comme le réalisateur du film,  à Étretat.

## Accueil

### Festival et sortie
La Vallée des fous est sélectionné en avant-première mondiale au Festival du film francophone d'Angoulême, où il est projeté le 28 août 2024 au cinéma CGR.
Il sort en salles nationalement le 13 novembre 2024.